# Marigné-Laillé
Marigné-Laillé är en kommun i departementet Sarthe i regionen Pays de la Loire i nordvästra Frankrike. Kommunen ligger i kantonen Écommoy som tillhör arrondissementet Le Mans. År 2022 hade Marigné-Laillé 1 618 invånare.

## Befolkningsutveckling
Antalet invånare i kommunen Marigné-Laillé
| Referens: INSEE |